# Yannick Aguemon
 (août 2020).
Yannick Aguemon, né le 11 février 1992 à Cotonou au Bénin, est un footballeur international béninois. Il évolue au poste d'ailier gauche à l'US Créteil.

## Biographie

### En club
Le 19 août 2017, il se met en évidence en deuxième division belge, en inscrivant un triplé lors de la réception du Cercle Bruges. Son club d'Oud-Heverlee Louvain s'impose sur le très large score de 7-1. Le 18 novembre de la même année, il s'illustre de nouveau en étant l'auteur d'un doublé sur la pelouse du K Beerschot VA, dans ce même championnat (victoire 1-2).

### En équipe nationale
Il reçoit sa première sélection en équipe du Bénin le 6 septembre 2019, en amical contre la Côte d'Ivoire (victoire 1-2).